# Международная академия волапюка
Международная академия Волапюка (волапюк Kadem bevünetik volapüka; «Академия международного языка», «Международная академия всемирного языка») — руководящий орган, созданный на втором конгрессе Волапюк в Мюнхене в августе 1887 года с целью сохранения и улучшения Волапюка.
Целью академии было помочь создателю Волапюка Иоганну Мартину Шлейеру в распространении самого языка. Тацио Карлеваро сформировал первоначальный иерархический комитет, лидером которого стал сам Шлейер (cifal) вместе французским пионером волапюка Огюстом Керкхоффсом в качестве бизнес-гида (или директора: dilekel). Семнадцать языковых специалистов из двенадцати стран избраны членами академии первого класса (kademals), причем назначение предусматривалось из академиков второго класса (kademels) и членов-академиков (kademans), всего 31 член. Штаб-квартира академии была создана в Париже.
Шлейер признал, что организационную форму, определённую в Мюнхене, следует рассматривать только как промежуточную, и что определение (или преобразование) академической структуры должно быть решено после Международного конгресса, который должен был состояться в Париже в 1889 году. Кроме того, Керкхоффс получил от Шлейера разрешение назначить семь из семнадцати kademals. Средством коммуникации Академии были циркуляры директора (Zulags), а также собственный журнал Керкхоффса Le Volapük.
Грамматики Керкхоффа, издаваемые с 1887 года, принципиально отличались от Волапюка Шлейера. С намерением положить конец распрям между ними, Керкгофс организовал третий конгресс движения в Париже 19-21 августа 1889 года. Этот съезд принял новый устав Академии, согласно которому предметом Академии было пополнение и совершенствование грамматики и словарного запаса волапюка. Однако ещё до 1889 года между Шлейером и Керкхоффсом возник конфликт. Хотя Шлейер хотел максимально обогатить Волапюк и радикально реформировать его, чтобы упростить язык, Керкхоффсу удалось лишить Шлейера права вето в Академии. Сам Шлейер никогда не соглашался с этим существенным ограничением своих авторских прав, и когда Керкхоффс предложил заблокировать реформу Волапюка, Шлейер полностью распустил всю Академию.

## Раскол
Под руководством Розенбергера, который стал директором Академии в 1892 году, группа начала вносить значительные изменения в грамматику и словарный запас волапюка. Лексика была почти полностью заменена словами, более близкими к употребляемым в западноевропейских языках, а также был отброшен ряд незнакомых западноевропейцам грамматических форм. Стало понятно, что изменения фактически привели к созданию нового языка, который получил название Idiom Neutral («нейтральный язык»). Название Академии было изменено на Akademi Internasional de Lingu Universal в 1898 г., и с этого года циркуляры Академии написались на новом языке.
Словари Idiom Neutral и обзор грамматики публиковались на нескольких европейских языках в 1902 и 1903 годах. Этот язык вызвал в то время интерес среди международных энтузиастов языка. Розенбергер издавал на нем периодическое издание Progres. В 1907 году «Neutral» стал одним из проектов, рассмотренных комитетом ученых, собравшимся в Париже для выбора международного вспомогательного языка.
В 1908 году Akademi, который создал Idiom Neutral, фактически решил отказаться от него в пользу Latino sine flexione, упрощенная форма латыни, разработанная итальянским математиком Джузеппе Пеано. Пеано был назначен директором Akademi , название которой было изменено на «Academia pro Interlingua». Язык Пеано иногда называли Интерлингва (не путать с более известным Интерлингва, представленным в 1951 году Международной ассоциацией вспомогательных языков (IALA)).
В 1912 году Розенбергер опубликовал реформированную версию «Нейтрала» под названием Reform-Neutral.

## Продолжение
В 1890 году Шлейер сам собрал новую «Академию Волапюка» из полностью лояльных ему людей, которая насчитывала 49 членов. Штаб-квартира находилась в Констанце. Однако она оставалось по существу бездействующим органом, и по тем немногим сообщениям, которые появились о нём в центральном органе Volapük Volapukabled lezenodik, её деятельность ограничивалась одобрением решений Шлейера. Новая Академия фактически исчезла к 1893 году.
Возрожденная Академия Волапюка соществует по сей день, должность Cifal занимает